# Sylvia Benzinger

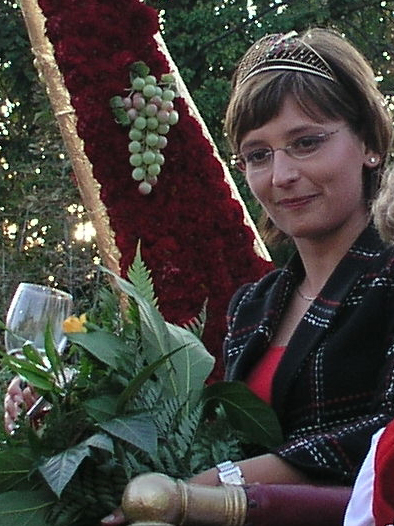
Sylvia Benzinger beim Neustadter Winzerfestzug im Herbst 2005

Sylvia Benzinger, nach Heirat Sylvia Benzinger-Kugler (* 16. August 1978 in Grünstadt), aus dem Weinanbaugebiet Pfalz (Rheinland-Pfalz) war die Deutsche Weinkönigin 2005/06. Im Landkreis Bad Dürkheim wurde sie bei den Kommunalwahlen 2009 für die FDP in zwei politische Gremien gewählt. Weil sie nach ihrer Eheschließung in die Heimat ihres Ehemannes umzog, gab sie beide Mandate zurück.

## Familie
Sylvia Benzinger ist die Tochter des Winzers Volker Benzinger und seiner Frau Inge, die in Kirchheim an der Weinstraße ein Weingut mit angeschlossenem Restaurant betreiben. Der Vater ist gebürtiger Pfälzer, die Mutter stammt von der Mosel. Das Ehepaar hat noch die jüngere Tochter Julia.
Im Oktober 2009 heiratete Sylvia Benzinger ihren Studienkollegen Holger Kugler. Das Ehepaar wohnt in der württembergischen Gemeinde Weissach im Tal.

## Ausbildung und Beruf
Nach dem Abitur studierte Sylvia Benzinger an der Hochschule Heilbronn das önologische Fach Weinbetriebswirtschaft und schloss das Studium mit der Arbeit „Ansprüche des Fachhandels an die Winzer“ als Diplom-Weinbetriebswirtin ab. Von Anfang 2004 bis Ende 2009 arbeitete sie im elterlichen Betrieb, seit ihrer Heirat ist sie in demjenigen ihrer Schwiegereltern tätig. Diese betreiben in Weissach einen Getränkehandel mit Brennerei und Fasswerkstatt; die Schwiegertochter leitet die Weinabteilung.

## Weinkönigin

### Wahl
Schon 1997/98 hatte Benzinger als Weingräfin ihre Heimatregion repräsentiert, das historische Leiningerland, in dem die Deutsche Weinstraße ihr nördliches Ende hat. Nachdem Benzinger dann am 1. Oktober 2004 zur 66. Pfälzischen Weinkönigin gewählt worden war und dieses Amt ein Jahr lang innegehabt hatte, gewann sie am 7. Oktober 2005 in Neustadt an der Weinstraße gegen zwölf Mitbewerberinnen die Wahl zur 57. Deutschen Weinkönigin und wurde damit Nachfolgerin der Moselanerin Petra Zimmermann. Als Weinprinzessinnen wurden Katharina Jost (Weinanbaugebiet Mittelrhein) und Nicole Kochan (Weinanbaugebiet Mosel) gewählt. Die Veranstaltung wurde vom Südwestrundfunk live übertragen und von Alexander Mazza sowie Andreas Müller moderiert.
Bei der Wahl zur Deutschen Weinkönigin hatten die Kandidatinnen in einer Vorausscheidung zwei Aufgabenblöcke zu bewältigen. Zum einen war der fast 70-köpfigen Jury aus Vertretern der Anbaugebiete, der Presse und verschiedener Institutionen der Weinwirtschaft und der Politik Rede und Antwort zu stehen. Beispielsweise musste Benzinger einem Weininteressenten, der gerne einen Sauvignon Blanc trinken wollte, auf Englisch erklären, dass ein Wein dieser Sorte gerade nicht verfügbar sei und was sie ihm stattdessen empfehlen würde. Der zweite Teil der Vorrunde bestand aus unterschiedlichen Rollenspielen, bei denen Prominenten wie Edmund Stoiber, Dieter Bohlen oder Jürgen Klinsmann Weinvorschläge zu unterbreiten waren, die einen Bezug zur beruflichen Tätigkeit aufweisen sollten.
Benzinger erreichte die Endrunde der fünf Finalistinnen, die vor einer kleinen Fachjury ausgetragen wurde, in der die ehemalige Deutsche Weinkönigin und heutige Fernsehmoderatorin Ulrike Neradt saß. Dort entschied Benzinger den Wettbewerb für sich mit ihrem Marketingwissen zur Nutzung der vom Deutschen Wein-Institut (DWI) für die Fußball-WM 2006 erworbenen Lizenzrechte. Besonders gut kam auch ihr Wahlspruch an: „Wein ist für mich Lebensfreude pur.“

### Repräsentation
Über 200 Termine im In- und Ausland musste Benzinger während ihrer einjährigen Amtszeit als Deutsche Weinkönigin wahrnehmen. Ziel ihrer ersten offiziellen Auslandsreise war Japan, wohin sie eine Wirtschaftsdelegation aus Nordrhein-Westfalen begleitete, die von Ministerpräsident Jürgen Rüttgers geleitet wurde. Dabei führte Benzinger zusammen mit dem Auslandsbüro des Deutschen Wein-Instituts Weinverkostungen, kulinarische Weinproben und eine Eiswein-Präsentation durch.

## Politik
Als Mitglied der FDP zog Benzinger 2009 in den Kreistag von Bad Dürkheim sowie in den Rat der Verbandsgemeinde Grünstadt-Land ein. Im Kreistag erzielte sie das drittbeste Stimmenergebnis ihrer Partei, im Verbandsgemeinderat wurde sie auf der FDP-Liste von Rang 3 auf 1 nach vorne gewählt. Umzugsbedingt verzichtete sie Ende 2009 auf beide Mandate.

## Auszeichnungen
- 1997/98: Weingräfin des Leiningerlandes
- 2004/05: Pfälzische Weinkönigin
- 2005/06: Deutsche Weinkönigin